# Amol Bose
Amol Bose (ur. 1943 w Boalmari jako Amalendu Bose, zm. 23 stycznia 2012) — banglijski aktor, znany głównie z ról komediowych.

## Filmografia[3]
- 1996 Unknowingly
- 1999 Tomar Jonno Pagol
- 1999 Kajer Meye
- 1999 Biyer Phul
- 2001 Milon Hobe Koto Dine
- 2001 Mayer Samman
- 2001 Eri Naam Dosti: Ties Never Die
- 2002 Shwashurbari Zindabad
- 2002 Bhalobasha Karey Koy
- 2004 Wrong Number
- 2011 Kusum Kusum Prem